# Muhammad Da’ud Murra ibn Yusuf

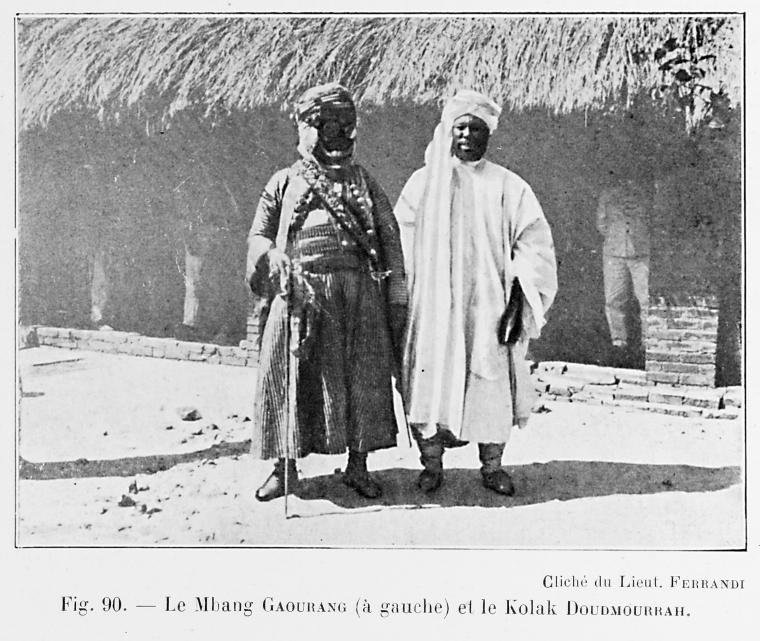

Muhammad Da’ud Murra ibn Yusuf o Doudmourrah (? - muerto en Fort-Lamy en septiembre de 1928) fue el soberano (kolak) de Waddai de 1902 a 1909.

## Biografía
El reinado de Doudmourrah estuvo marcado por su lucha contra la penetración francesa en Chad y su rivalidad con su primo Acyl o Asil, pretendiente al trono de Waddai y que se alió a los colonizadores.
Tras varios años de guerra caracterizados por graves derrotas (combates de Dokotchi y de Djoua en 1908, de Djohamé en 1909) su capital Abéché fue tomada por asalto por las tropas del capitán Jean-Joseph Fiegenschuh apoyadas por los partidarios de Acyl el
2 de junio de 1909. Al tiempo que Acyl fue entronizado en su lugar, Doudmourrah se negó a huyó y salió a buscar apoyo de Massalit, de Darfour y de la Senoussiya. Tajeddine, sultán de Massalit le brindó la asistencia más eficaz. Atacó la columna de Fiegenschuh en el oasis Kadja el 4 de enero de 1910 después derrotó a la del teniente coronel Henri Moll en el combate de Doroté el 9 de noviembre siguiente pero fue muerto durante la batalla. Con él, Doudmourrah, quien participó del combate, perdió su principal aliado. Su situación se tornó precaria y después de haber intentado unirse a los waddianos que rechazaron someterse a la autoridad francesa (combate de Chokoyan del 29 de junio de 1911), se resignó y se rindió en
Abéché al comandante Hilaire el 27 de octubre, montado sobre el caballo blanco del coronel Moll. Fue asignado a su residencia en Fort-Lamy (hoy Yamena ) donde vivió hasta su muerte ocurrida en 1928.
Acyl, su enemigo de siempre, no disfrutó por mucho tiempo de su trono : fue depuesto por los franceses en 1912 y el reino de Waddai fue suprimido. Fue reconstituido en 1935 y Urada, un sobrino de Doudmourrah, se convirtió en el soberano.
La prensa francesa rindió homenaje a la valentía y energía del sultán vencido: el periódico L'Illustration le consagrará un artículo titulado «Un caballero negro».